# Astronomia indiana
L'astronomia in India continua a svolgere un ruolo essenziale nella società, dai tempi preistorici a quelli moderni. Alcune delle radici più antiche dell'astronomia indiana possono essere fatte risalire al periodo della civiltà della valle dell'Indo o ancora prima. L'astronomia si sviluppò in seguito come una disciplina del Vedāṅga o una delle "discipline ausiliarie" associate allo studio dei Veda, risalenti al 1500 a.C. o ancora più antiche. Il più antico testo conosciuto è il Vedāṅga Jyotisha, datato al 1400–1200 a.C. (con la forma esistente probabilmente risalente al 700–600 a.C.).
Come con altre tradizioni, l'applicazione originaria dell'astronomia era dunque religiosa. L'astronomia indiana fu influenzata dall'astronomia greca cominciata nel IV secolo a.C. e attraverso i primi secoli dell'era volgare, per esempio dallo Yavanajataka e dal Romaka Siddhanta, una traduzione sanscrita di un testo greco disseminata dal II secolo.
L'astronomia indiana fiorì nel V-VI secolo, con Aryabhata, il cui Aryabhatiya rappresentava il pinnacolo della conoscenza astronomica del tempo. In seguito l'astronomia indiana influenzò significativamente l'astronomia islamica, l'astronomia cinese, l'astronomia europea, e altri. Altri astronomi dell'era classica che elaborarono ulteriormente l'opera di Aryabhata includono Brahmagupta, Varāhamihira e Lalla.
Una tradizione astronomica indiana nativa, di tipo identificabile, rimase attiva per tutto il periodo medievale e fino al XVI o XVII secolo, specialmente all'interno della Scuola di astronomia e matematica del Kerala.

## Storia
Alcune delle prime forme di astronomia possono essere fatte risalire al periodo della civiltà della valle dell'Indo o ancora prima. Alcuni concetti cosmologici sono presenti nei Veda, come anche nozioni sul movimento dei corpi celesti e sul corso dell'anno. Come in altre tradizioni, vi è una stretta associazione tra astronomia e religione durante la prima fase della storia della scienza, l'osservazione astronomica essendo necessaria per i requisiti spaziali e temporali della corretta esecuzione del rituale religioso. Così, gli Shulba Sutra, testi dedicati alla costruzione degli altari, discutono di matematica avanzata e astronomia essenziale. Il Vedāṅga Jyotisha è un altro dei più antichi testi indiani conosciuti sull'astronomia, include i dettagli sul sole, la luna, i nakshatra, il calendario lunisolare.
Le idee astronomiche greche cominciarono a penetrare in India nel IV secolo a.C. in seguito alle conquiste di Alessandro Magno. Verso i primi secoli dell'era volgare, l'influenza indo-greca sulla tradizione astronomica è visibile, con testi come lo Yavanajataka e il Romaka Siddhanta. I successivi astronomi menzionano l'esistenza di vari siddhanta durante questo periodo, tra i quali un testo noto come il Surya Siddhanta. Non si tratta di testi fissi, ma piuttosto di una tradizione orale di conoscenza, e il loro contenuto è inesistente. Il testo oggi noto come Surya Siddhanta risale al periodo Gupta e fu raccolto da Aryabhata.
L'era classica dell'astronomia indiana comincia alla fine dell'era Gupta, nel V e VI secolo. Il Pañcasiddhāntikā di Varāhamihira (505 d.C.) approssima il metodo per la determinazione della direzione del meridiano da tre posizioni qualsiasi dell'ombra usando uno gnomone. Al tempo di Aryabhata il moto dei pianeti era trattato come se fosse ellittico piuttosto che circolare. Altri argomenti includevano definizioni di diverse unità di tempo, modelli eccentrici di moto planetario, modelli epiciclici di moto planetario e correzioni di longitudine planetaria per varie località terrestri.

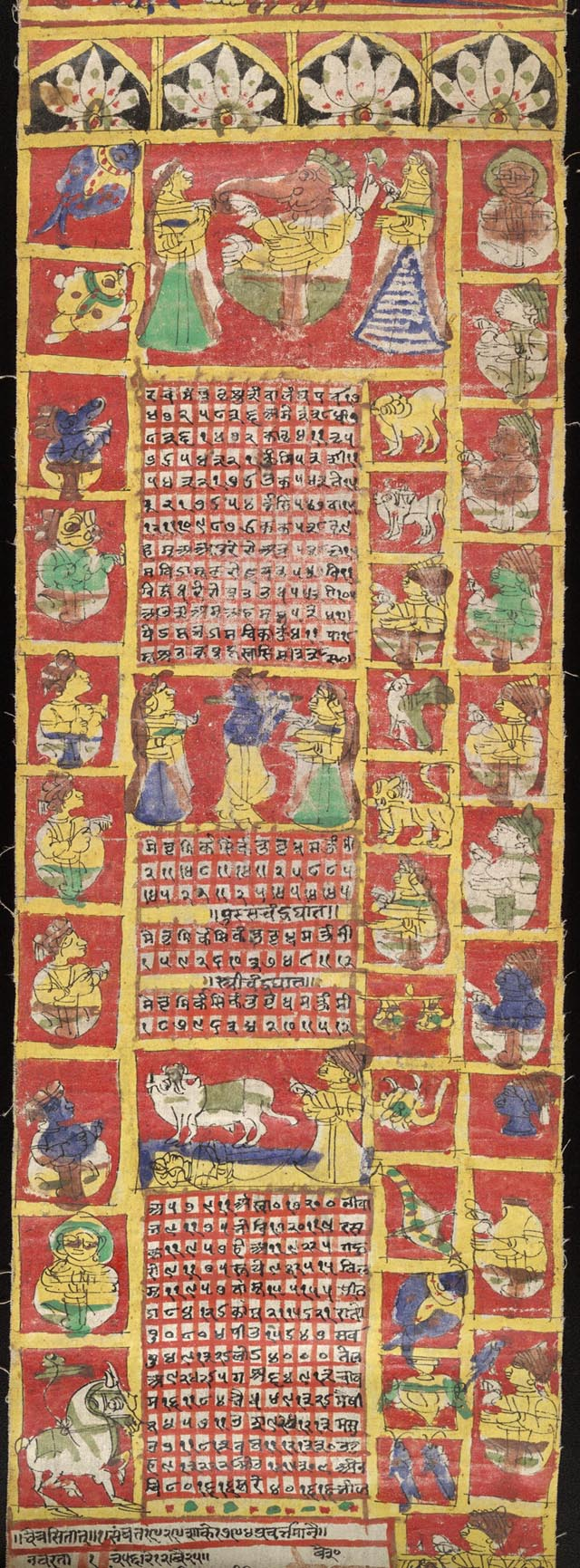
Una pagina dal calendario induista 1871–72.

## Calendari
Le divisioni dell'anno erano la base dei riti religiosi e delle stagioni (Ṛtú). La durata metà marzo — metà maggio era considerata primavera (vasanta), metà maggio — metà luglio: estate (grishma), metà luglio — metà settembre: piogge (varsha), metà settembre — metà novembre: autunno, metà novembre — metà gennaio: inverno, metà gennaio — metà marzo: rugiada (śiśira).
Nel Vedānga Jyotiṣa, l'anno comincia con il solstizio d'inverno. I calendari induisti hanno parecchie ere:
- Il calendario induista, contando dall'inizio del Kali Yuga, ha la sua epoca il 18 febbraio 3102 a.C. giuliano (23 gennaio 3102 a.C. gregoriano).
- Il calendario Vikram Samvat, introdotto intorno al XII secolo, conta dal 56–57 a.C.
- L'"Era Saka", usata in alcuni calendari induisti e nel calendario nazionale indiano, ha la sua epoca vicino all'equinozio di primavera dell'anno 78.
- Il calendario Saptarishi tradizionalmente ha la sua epoca al 3076 a.C.[18]

J. A. B. van Buitenen (2008) riferisce sui calendari in India:

## Astronomi
| Nome                 | Anno             | Contributi |
| -------------------- | ---------------- | --- |
| Lagadha              | I millennio a.C. | Il più antico testo astronomico — chiamato Vedāṅga Jyotisha descrive in dettaglio parecchi attributi astronomici applicati generalmente per fissare il tempo degli eventi sociali e religiosi. Il Vedāṅga Jyotiṣa fornisce anche i dettagli di calcoli astronomici, studi calendaristici e stabilisce le regole per l'osservazione empirica. Poiché i testi scritti verso il 1200 a.C. erano in gran parte composizioni religiose, il Vedāṅga Jyotiṣa ha connessioni con l'astrologia indiana e descrive in dettaglio parecchi importanti aspetti del tempo e delle stagioni, compresi i mesi lunari, i mesi solari e il loro aggiustamento mediante un mese lunare intercalare detto Adhimāsa. Sono descritti anche i Riti e le Yuga. Tripathi (2008) sostiene che "A quel tempo erano noti anche ventisette costellazioni, eclissi, sette pianeti e dodici segni dello zodiaco." |
| Aryabhata            | 476–550 d.C.     | Aryabhata fu l'autore dell'Āryabhatīya e dell'Aryabhatasiddhanta, che, secondo Hayashi (2008): "circolarono principalmente nel nordovest dell'India e, attraverso la dinastia sasanide (224–651) dell'Iran, ebbero una profonda influenza sullo sviluppo dell'astronomia islamica. I suoi contenuti sono preservati in qualche misura nelle opera di Varahamihira (vissuto nell 550 ca.), Bhaskara I (vissuto nel 629 ca.), Brahmagupta (598–665 ca.), e altri. È una delle più antiche opere astromomiche ad assegnare l'inizio di ciascun giorno alla mezzanotte." Aryabhata menzionò esplicitamente che la terra ruota intorno al suo asse, causando in tal modo quello che sembra essere un moto apparente verso ovest delle stelle. Aryabhata menziona anche che la luce del sole riflessa è la causa dietro lo splendore della luna. I seguaci di Aryabhata erano particolarmente forti nell'India meridionale, dove erano seguiti, tra gli altri, i suoi principi della rotazione diurna della terra e numerose opere secondarie erano basate su di essi. |
| Brahmagupta          | 598–668 d.C.     | Il Brahmasphuta-siddhanta ("Dottrina correttamente fondata di Brahma", 628 d.C.) trattava sia della matematica sia dell'astronomia indiana. Hayashi (2008) scrive: "Fu tradotto in arabo a Baghdad intorno al 771 ed ebbe un grande impatto sulla matematica e l'astronomia islamica." Nel Khandakhadyaka ("Un pezzo mangiabile", 665 d.C.) Brahmagupta rafforzò l'idea di Aryabhata di un nuovo giorno che iniziava a mezzanotte. Bahmagupta calcolò anche il moto istantaneo di un pianeta, fornì le equazioni corrette per la parallasse e alcune informazioni legate alla computazione delle eclissi. Le sue opere introdussero il concetto indiano dell'astronomia basata sulla matematica nel mondo arabo. Teorizzò anche che tutti i corpi dotati di massa erano attratti verso la terra with mass are attracted to the earth. |
| Varāhamihira         | 505 d.C.         | Varāhamihira fu un astronomo e matematico che sviluppò l'astronomia indiana studiando anche i molti principi delle scienze astronomiche greche, egizie e romane. Il suo Pañcasiddhāntikā è un trattato e un compendio che attinge da vari sistemi del sapere. |
| Bhāskara I           | 629 d.C.         | Fu autore delle opere astronomiche Mahabhaskariya ("Grande libro di Bhaskara), Laghubhaskariya ("Piccolo libro di Bhaskara") e Aryabhatiyabhashya (629 d.C.) – un commentario sull'Āryabhatīya scritto da Aryabhata. Hayashi (2008) scrive: "Le longitudini planetarie, il sorgere e il tramonto eliaco dei planeti, le congiunzioni tra i pianeti e le stelle, le eclissi solari e lunari e le fasi della Luna sono tra gli argomenti che Bhaskara discusse nei suoi trattati astronomici. Le opere di Baskara I furono seguite da Vateśvara (880 d.C.), che nel suo ottavo capitolo Vateśvarasiddhānta escogitò metodi per determinare direttamente la parallasse in longitudine, il moto degli equinozi e dei solstizi e il quadrante del sole in un qualsiasi momento. |
| Lalla                | VIII secolo d.C. | Autore del Śisyadhīvrddhida ("Trattato che espande l'intelletto degli studenti"), che corregge parecchie assunzioni di Āryabhata. Il Śisyadhīvrddhida dello stesso Lalla è diviso in due parti: Grahādhyāya e Golādhyāya. Grahādhyāya (capitoli I-XIII) tratta dei calcoli planetari, della determinazione dei pianeti intermedi e di quelli veri, tre problemi che riguardano il moto diurno della Terra, le eclissi, il sorgere e il tramonto dei pianeti, le varie cuspidi della luna, le congiunzioni planetarie e astrali e situazioni complementari del sole e della luna. La seconda parte — intitolata — Golādhyāya (capitoli XIV–XXII)— tratta della rappresentazione grafica del moto planetario, di strumenti astronomici, di geometria sferica, ed enfatizza le correzioni e il rigetto di principi errati. Lalla mostra l'influenza di Āryabhata, Brahmagupta Bhāskara I. Le sue opere furono seguite dai successivi astronomi Śrīpati, Vateśvara e Bhāskara II. Lalla fu anche l'autore del Siddhāntatilaka. |
| Bhāskara II          | 1114 d.C.        | Fu autore del Siddhāntaśiromaṇi ("Supremo gioiello di accuratezza") e del Karaṇakutūhala ("Calcolo delle meraviglie astronomiche") e riferì le sue osservazioni su posizioni planetarie, congiunzioni, eclissi, cosmografia, geografia, matematica e sulle attrezzature astronomiche usate nelle sue ricerche presso l'osservatorio di Ujjain, che diresse. |
| Śrīpati              | 1045 d.C.        | Śrīpati fu un astronomo e matematico che seguì la scuola di Brhmagupta e fu autore del Siddhāntaśekhara ("La cresta delle dottrine consolidate") in 20 capitoli, introducendo in tal modo parecchi nuovi concetti, compresa la seconda disuguaglianza della luna. |
| Mahendra Suri        | XIV secolo d.C.  | Mahendra Suri fu l'autore dello Yantra-rāja ("Il re degli strumenti", scritto nel 1370 d.C.) — un'opera in sanscrito sull'astrolabio, esso stesso introdotto in India nel XIV secolo durante il regno del sovrano Firuz Shah Tughlak (1351–1388 d.C.) della dinastia Tughlak . Sembra che Suri sia stato un astronomo giainista al servizio di Firuz Shah Tughlak. Il verso 182 dello Yantra-rāja menziona l'astrolabio dal primo capitolo in poi e presenta che una fondamentale formula insieme a una tavola numerica per disegnare un astrolabio, sebbene la dimostrazione stessa non sia stata dettagliata. Sono menzionate anche le longitudini di 32 stelle come pure le loro latitudini. Mahendra Suri spiegò anche lo gnomone, le coordinate equatoriali e le coordinate ellittiche. Le opere di Mahendra Suri possono avere influenzato i successivi astronomi come Padmanābha (1423 d.C.) — autore dello Yantra-rāja-adhikāra, il primo capitolo del suo Yantra-kirnāvali. |
| Nilakanthan Somayaji | 1444–1544 d.C.   | Nel 1500, Nilakanthan Somayaji della Scuola di astronomia e matematica del Kerala, nel suo Tantrasangraha, revisionò il modello di Aryabhata per i pianeti Mercurio e Venere. La sua equazione del centro per questi pianeti rimase la più accurata fino al tempo di Giovanni Keplero nel XVII secolo. Nilakanthan Somayaji, nel suo Aryabhatiyabhasya, un commentario sull'Aryabhatiya di Aryabhata, sviluppò il proprio sistema computazionale per un modello planetario parzialmente eliocentrico, in cui Mercurio, Venere, Marte, Giove e Saturno orbitano intorno al Sole, che a sua volta orbita intorno alla Terra, similmente al sistema ticonico proposto in seguito da Tycho Brahe alla fine del XVI secolo. Il sistema di Nilakantha, tuttavia, era matematicamente più efficiente del sistema ticonico, poiché prendeva correttamente in considerazione l'equazione del centro e il moto latitudinale di Mercurio e Venere. La maggior parte degli astronomi della Scuola di astronomia e matematica del Kerala che lo seguirono accettarono il suo modello. Fu anche autore di un trattato intitolato Jyotirmimamsa che sottolineava la necessità e l'importanza delle osservazioni astronomiche per ottenere parametri corretti per i calcoli. |
| Acyuta Pisārati      | 1550–1621 d.C.   | Lo Sphutanirnaya ("Determinazioni dei veri pianeti") descrive in dettaglio una correzione ellittica delle nozioni esistenti. Lo Sphutanirnaya fu in seguito espanso nel Rāśigolasphutānīti ("Computazione della vera longitudine della sfera dello zodiaco"). Un'altra opera, Karanottama tratta delle eclissi, della relazione complementare tra il sole e la luna e la "derivazione dei pianeti intermedi e veri". Nell'Uparāgakriyākrama ("Metodo di computazione delle eclissi"), Acyuta Pisārati suggerisce miglioramenti nei metodi di calcolo delle eclissi. |

## Strumenti usati

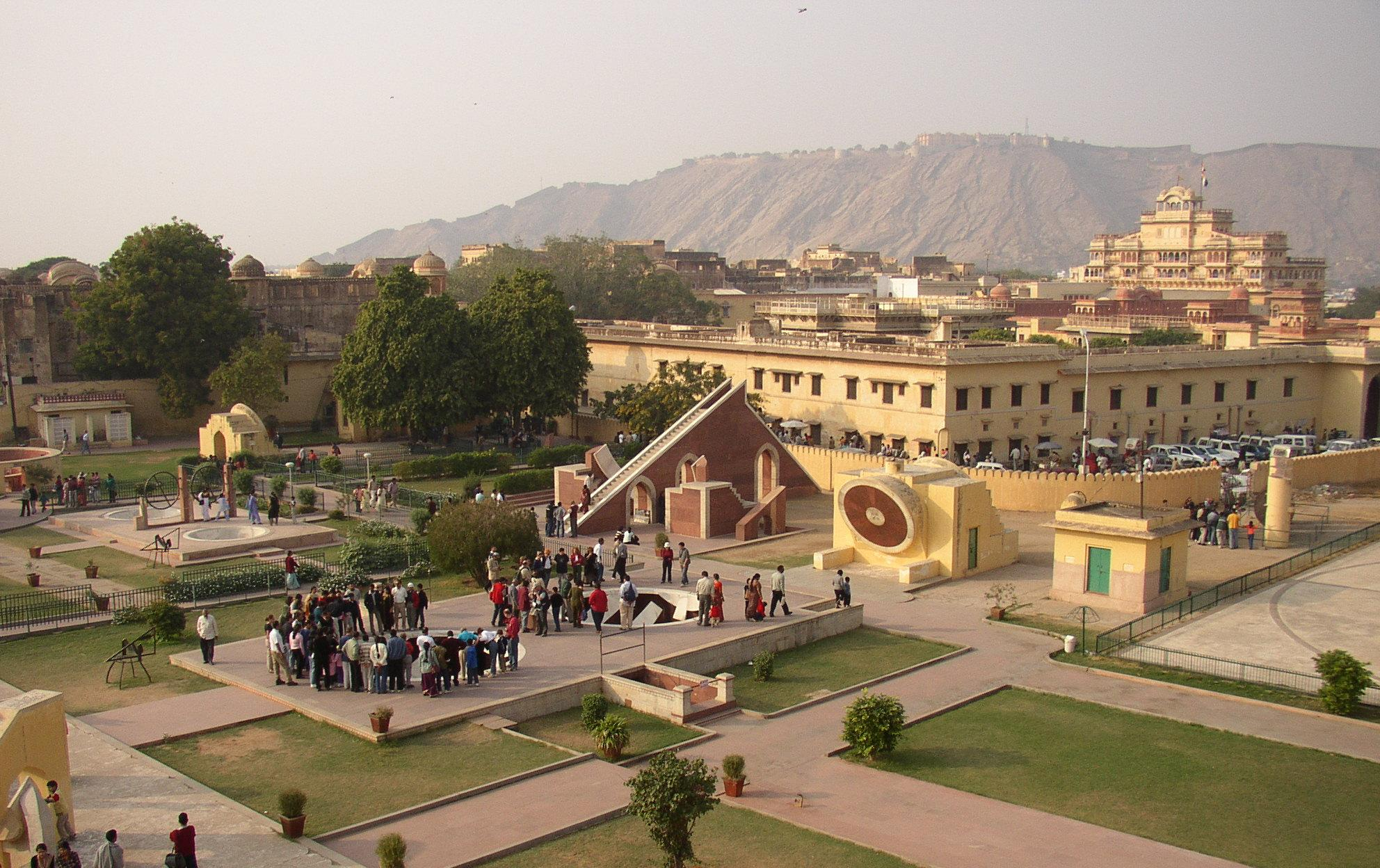
Sawai Jai Singh (1688–1743 d.C.) iniziò la costruzione di parecchi osservatori. Qui è mostrato l'osservatorio di Jantar Mantar (Jaipur).

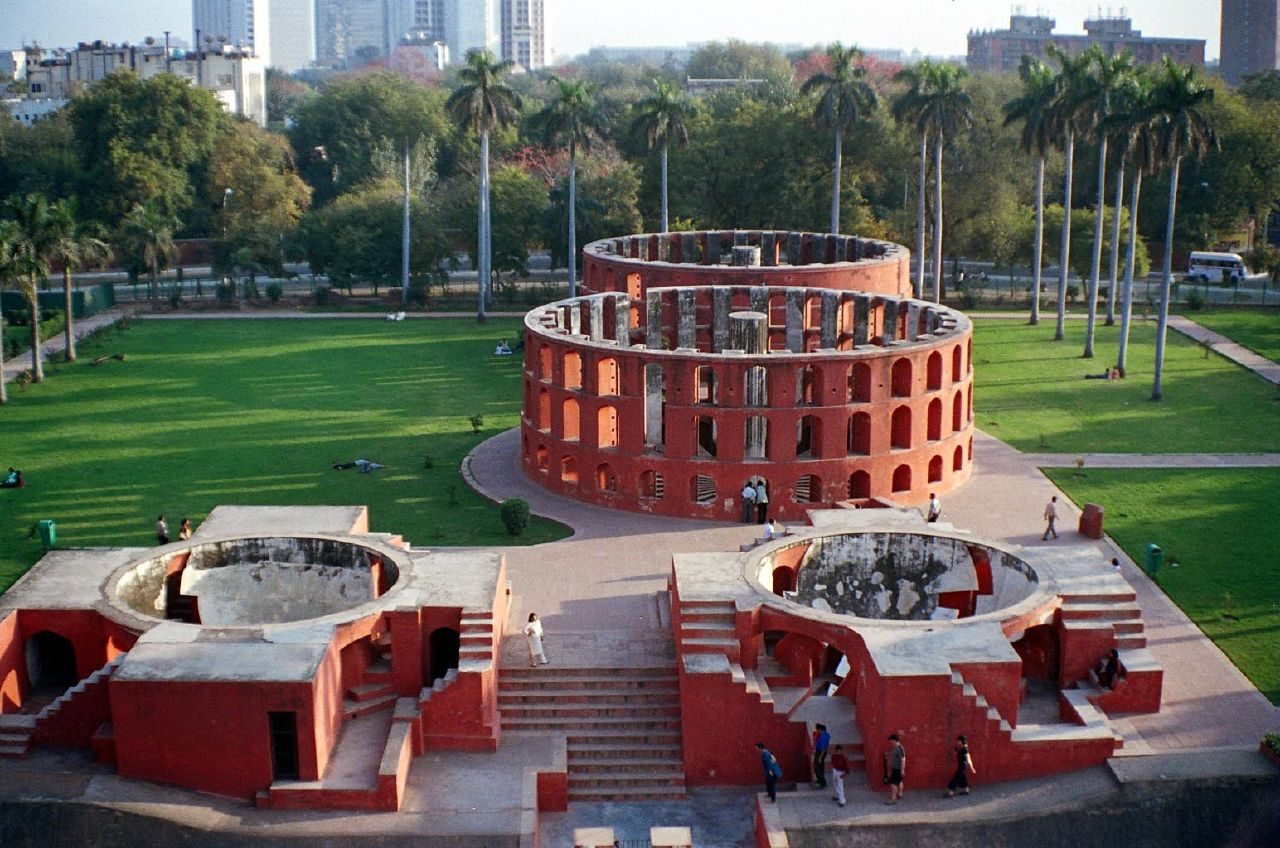
Jantar Mantar (completato verso il 1743 d.C.), Delhi.

Tra i dispositivi usati nell'astronomia indiana vi era lo gnomone, conosciuto come sanku, nel quale l'ombra di un'asta verticale è applicata su un piano orizzontale al fine di accertare le direzioni cardinali, la latitudine del punto di osservazione e l'ora dell'osservazione. Questo dispositivo trova menzione nelle opere di Varāhamihira, Āryabhata, Bhāskara, Brahmagupta, tra gli altri. Il bastone di Giacobbe, conosciuto come Yasti-yantra, era usato al tempo di Bhaskara II (1114–1185 d.C.). Questo dispositivo poteva variare da un semplice bastone a dei bastoni a forma di V progettati specificamente per determinare gli angoli con l'aiuto di una scala calibrata. La clessidra ad acqua (Ghatī-yantra) era usata in India per fini astronomici sino a tempi recenti. Ōhashi (2008) nota che: "Parecchi astronomi descrissero anche strumenti azionati ad acqua come il modello dell'ariete."
La sfera armillare era usata per l'osservazione in India fin dai tempi antichi, e trova menzione nelle opere di Āryabhata (476 d.C.). Il Goladīpikā — un dettagliato trattato che si occupa di globi e della sfera armillare fu composto tra il 1380 e il 1460 d.C. da Parameśvara. Sul tema dell'uso della sfera armillare in India, Ōhashi (2008) scrive: "La sfera armillare indiana (gola-yantra) era basata sulle coordinate equatoriali, diversamente dalla sfera armillare greca, che era basata sulle coordinate eclittiche, sebbene la sfera armillare indiana avesse anche un cerchio dell'eclittica. Probabilmente, le coordinate celesti delle stelle di congiunzione delle case lunari erano determinate dalla sfera armillare fin dal VII secolo o giù di lì. Vi era anche un globo celeste ruotato dall'acqua che scorreva."
Uno strumento inventato dal matematico e astronomo Bhaskara II (1114–1185 d.C.) consisteva in una tavola rettangolare con un perno e un braccio indice. Questo dispositivo — chiamato Phalaka-yantra — si usava per determinare l'ora dall'altezza del sole. Il Kapālayantra era uno strumento con una meridiana equatoriale usato per determinare l'azimut del sole. Il Kartarī-yantra combinava due strumenti formati ciascuno da una tavola semicircolare, per dare origine a uno "strumento a forbice". Introdotto dal mondo islamico e trovando menzione per la prima volta nelle opere di Mahendra Sūri — l'astronomo di corte di Firuz Shah Tughlak (1309–1388 d.C.) — l'astrolabio fu ulteriormente menzionato da Padmanābha (1423 d.C.) e Rāmacandra (1428 d.C.) quando il suo uso si diffuse in India.
Inventato da Padmanābha, uno strumento per la rotazione polare notturna consisteva in una tavola rettangolare con una fessura e un insieme di puntatori con cerchi concentrici graduati. L'ora e altre grandezze astronomiche potevano essere calcolate aggiustando la fessura alle direzioni di α e β Ursa Minor. Ōhashi (2008) spiega ulteriormente che: "La sua parte posteriore era fatta come un quadrante con piombo e un braccio indice. Trenta linee parallele erano disegnate dentro il quadrante e i calcoli trigonometrici erano fatti graficamente. Dopo aver determinato l'altezza del sole con l'aiuto del piombo, l'ora si calcolava graficamente con l'aiuto del braccio indice."
Ōhashi (2008) riferisce degli osservatori costruiti da Jai Singh II:
Il globo celeste senza saldature inventato nell'India moghul, specificamente a Lahore e nel Kashmir, è considerato uno dei più impressionanti strumenti astronomici e una delle più notevoli prodezze della metallurgia e dell'ingegneria. Tutti i globi prima e dopo di questi erano saldati, e nel XX secolo si credeva da parte dei metallurgisti che fosse tecnicamente impossibile creare un globo di metallo senza saldature, perfino con la tecnologia moderna. Fu negli anni 1980, tuttavia, che Emilie Savage-Smith scoprì parecchi globi celesti senza saldature a Lahore e nel Kashmir. Il più antico fu inventato nel Kashmir da Ali Kashmiri ibn Luqman nel 1589–90 d.C. durante il regno Akbar il Grande; uno fu prodotto nel 1659–60 d.C. da Muhammad Salih Tahtawi con iscrizioni arabe e sanscrite; e l'ultimo fu prodotto a Lahore dal metallurgista indù Lala Balhumal Lahuri nel 1842 durante il regno di Jagatjit Singh. 21 globi come questi furono prodotti, e rimangono gli unici esempi di globi di metallo senza saldature. Questi metallurgisti moghul svilupparono il metodo di fusione a cera persa allo scopo di produrre questi globi.

## Discorso globale

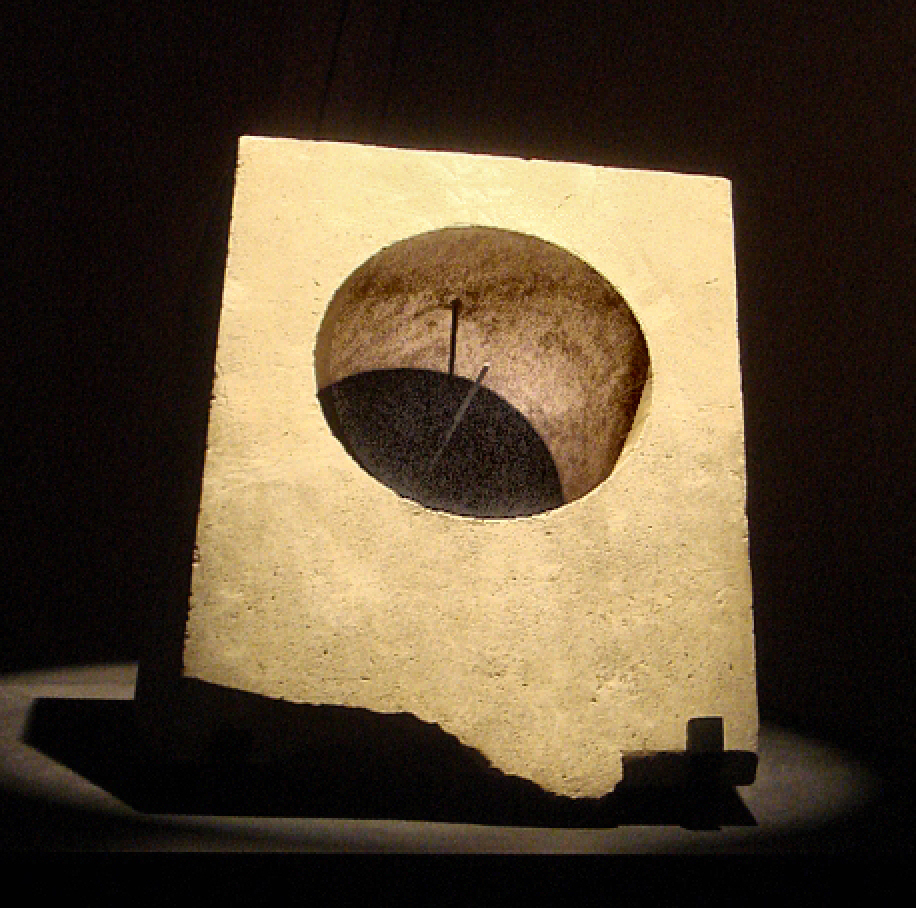
Meridiana equatoriale greca, Ai-Khanoum, Afghanistan, III-II secolo a.C.

### Astronomia indiana, babilonese e greca
La prima opera astronomica indiana conosciuta (benché sia limitata alle discussioni calendaristiche) è il Vedāṅga Jyotisha di Lagadha, che è datato al 1400–1200 a.C. (con la versione ancora esistente probabilmente del 700–600 a.C.). Secondo Pingree, ci sono numerosi testi astronomici indiani che, con un alto grado di certezza, sono datati al VI secolo d.C. o più tardi. C'è una sostanziale similarità tra questi e l'astronomia greca pretolemaica. Pingree crede che queste similarità suggeriscano un'origine greca per l'astronomia indiana. Ciò è stato contestato da Bartel Leendert van der Waerden, che sostiene l'originalità e l'indipendenza dell'astronomia indiana.

### Astronomia indiana e greca
Con l'ascesa della cultura greca in oriente, l'astronomia ellenistica passò verso est in India, dove influenzò profondamente la tradizione astronomica locale. Ad esempio, è noto che l'astronomia ellenistica sia stata praticata vicino all'India nella città greco-battriana di Ai-Khanum dal III secolo a.C. Varie meridiane, inclusa una meridiana equatoriale regolata sulla latitudine di Ujjain sono state trovate là negli scavi archeologici. Numerose interazioni con l'Impero Maurya, e la successiva espansione degli Indo-Greci in India suggeriscono che la trasmissione delle idee astronomiche greche in India abbia avuto luogo durante questo periodo. Il concetto greco di una terra sferica circondata dalle sfere dei pianeti, influenzò ulteriormente gli astronomi come Varāhamihira e Brahmagupta.
Si sa inoltre che parecchi trattati astrologici greco-romani sono stati esportati in India durante i primi secoli della nostra era. Lo Yavanajataka era un testo sanscrito del III secolo d.C. sull'oroscopo e l'astronomia matematica greca. La capitale del sovrano saka Rudradaman presso Ujjain "divenne la Greenwich degli astronomi indiani e la Arin dei trattati astronomici arabi e latini; poiché furono lui e i suoi successori che incoraggiarono l'introduzione dell'oroscopia e dell'astronomia greca in India."
Più tardi nel VI secolo, il Romaka Siddhanta ("Dottrina dei Romani") e il Paulisa Siddhanta ("Dottrina di Paolo") furono considerati come due dei cinque principali trattati astrologici, che furono compilati da Varāhamihira nel suo Pañca-siddhāntikā ("Cinque Trattati"). Varāhamihira prosegue affermando che "I Greci, in effetti, sono stranieri, ma loro la scienza (astronomia) è in uno stato florido." Anche un altro testo indiano, il Gargi-Samhita, fa in maniera simile i complimenti agli Yavana (Greci) notando che essi, benché barbari, devono essere rispettati come veggenti per la loro introduzione dell'astronomia in India.

### Astronomia indiana e cinese
L'astronomia indiana raggiunse la Cina con l'espansione del buddhismo durante la dinastia Han posteriore (25–220 d.C.). L'ulteriore traduzione delle opere indiane sull'astronomia fu completata in Cina verso l'era dei Tre Regni (220–265 d.C.). Tuttavia, l'incorporazione più dettagliata dell'astronomia indiana ebbe luogo soltanto durante la dinastia Tang (618–907 d.C.) quando molti studiosi cinesi — quali Yi Xing — erano versati sia nell'astronomia indiana sia in quella cinese. Un sistema dell'astronomia indiana fu registrato in Cina come Jiuzhi-li (718 d.C.), il cui autore era un indiano di nome Qutan Xida — una traduzione del devanagari Gotama Siddha —, il direttore dell'osservatorio astronomico nazionale della dinastia Tang.
Frammenti di testi risalenti a questo periodo indicano che gli Arabi adottarono la funzione seno (ereditata dalla matematica indiana) invece delle corde di arco usate nella matematica ellenistica. Un'altra influenza indiana fu una formula usata per la misurazione del tempo dagli astronomi musulmani. Attraverso l'astronomia islamica, l'astronomia indiana ebbe un'influenza sull'astronomia europea attraverso le traduzioni arabe. Nel periodo delle grandi traduzioni latine del XII secolo, il Grande Sindhund di Muhammad al-Fazari (basato sul Surya Siddhanta e sulle opere di Brahmagupta), fu tradotto in latino nel 1126 e ebbe una notevole importanza all'epoca.

### Astronomia indiana e islamica
Nel XVII secolo, l'Impero moghul vide una sintesi tra l'astronomia islamica e induista, dove gli strumenti osservazionali islamici venivano combinati con le tecniche computazionali induiste. Mentre sembra che ci sia stato poco interesse per la teoria planetaria, gli astronomi musulmani e induisti in India continuarono a fare progressi nell'astronomia osservazionale e produssero quasi un centinaio di trattati Zij. Humayun costruì un osservatorio personale vicino a Delhi, mentre anche Jahangir e Shah Jahan avevano intenzione di costruire osservatori, ma non riuscirono a farlo. Dopo il declino dell'Impero moghul, fu un re induista, Jai Singh II, che tentò di far rivivere sia la tradizione islamica che quella induista dell'astronomia, entrambe stagnanti ai suoi tempi. All'inizio del XVIII secolo, costruì parecchi grandi osservatori chiamati Jantar Mantar per rivaleggiare con l'osservatorio di Ulugh Beg a Samarcanda e per migliorare le precedenti computazioni induiste nei Siddhanta e le osservazioni islamiche nel Zij-i Sultani. Gli strumenti che usava furono influenzati dall'astronomia islamica, mentre le tecniche computazionali furono derivate dall'astronomia induista.

### Astronomia indiana ed europea
Alcuni studiosi hanno suggerito che la conoscenza dei risultati della Scuola di astronomia e matematica del Kerala possano essere stati trasmessi in Europa attraverso la rotta commerciale dal Kerala da mercanti e da missionari gesuiti. Il Kerala era in contatto continuo con la Cina, l'Arabia e l'Europa. L'esistenza di prove circostanziali come le rotte di comunicazione e una cronologia adatta rendono certamente possibile tale trasmissione, tuttavia non ci sono prove dirette per mezzo di manoscritti pertinenti che tale trasmissione abbia avuto luogo.
All'inizio del XVIII secolo, Jai Singh II invitò gli astronomi gesuiti europei in uno dei suoi osservatori Jantar Mantar, che avevano riportato le tavole astronomiche compilate da Philippe de La Hire nel 1702. Dopo aver esaminato l'opera di La Hire, Jai Singh concluse che le tecniche e gli strumenti osservazionali usati nell'astronomia europea erano inferiori a quelli usati in India al tempo. Non è certo se attraverso i Gesuiti fosse venuto a conoscenza della rivoluzione copernicana. Egli, tuttavia, utilizzò effettivamente i telescopi. Nel suo Zij-i Muhammad Shahi, egli afferma: "telescopi furono costruiti nel mio regno e usandoli furono eseguite nel mio regno numerose osservazioni".
In seguito all'arrivo della Compagnia britannica delle Indie orientali, nel XVIII secolo le tradizioni indiana e islamica furono lentamente soppiantate dall'astronomia europea, benché vi fossero tentativi di armonizzare queste tradizioni. Lo studioso indiano Mir Muhammad Hussain aveva viaggiato in Inghilterra nel 1774 per studiare la scienza occidentale e, al suo ritorno in India nel 1777, scrisse un trattato persiano sull'astronomia. Descrisse il modello eliocentrico e sostenne che esiste un numero infinito di universi (awalim), ciascuno con i propri pianeti e le proprie stelle, e che questo dimostra l'onnipotenza di Dio, che non è confinato a un unico universo. L'idea di universo di Hussain assomiglia al concetto moderno di galassia, e la sua visione corrisponde alla concezione moderna che l'universo consiste di miliardi di galassie, ciascuna composta di miliardi di stelle. L'ultimo trattato Zij conosciuto fu lo Zij-i Bahadurkhani, scritto nel 1838 dall'astronomo indiano Ghulam Hussain Jaunpuri (1760–1862) e stampato nel 1855, dedicato a Bahadur Khan. Il trattato incorporava il sistema eliocentrico nella tradizione Zij.